# Ductus pancreaticus accessorius
De ductus pancreaticus accessorius, ook wel ductus Santorini of ductus pancreaticus accessorius Santorini is een kanaal in de alvleesklier dat bij een klein deel van de populatie naast de ductus pancreaticus als afvoerbuis van de exocriene verteringssappen van de alvleesklier voorkomt.
Het kanaal dat een deel van de pancreaskop draineert, mondt via de papilla minor uit in het duodenum.
Het kanaal is vernoemd naar de ontdekker ervan, de Italiaanse anatoom Giovanni Domenico Santorini (1681-1737). Ook de Franse fysioloog Claude Bernard wordt met dit verzamelkanaal in verband gebracht.
In een pancreas divisum, een situatie waarin de ventrale en dorsale afvoerende kanalen van de alvleesklier in de embryologische fase niet fuseren, wordt het overgrote deel van de alvleeskliersappen (80-95%) via de ductus Santorini afgevoerd via de relatief kleine papilla minor. Een ductus pancreaticus accessorius wordt gezien in 1-8% van alle alvleesklieren.